# Oulaya Khairi
Oulaya Khairi, née le 8 août 2001, est une judokate et samboïste marocaine.

## Carrière
Oulaya Khairi remporte la médaille d'or du tournoi de judo dans la catégorie des moins de 78 kg aux Jeux africains de la jeunesse de 2018 à Alger.
Elle est médaillée d'or dans la catégorie des moins de 72 kg ainsi que dans la catégorie des plus de 72 kg en sambo de plage aux Championnats d'Afrique de sambo 2023 à Casablanca,.
Aux Jeux de la Francophonie de 2023 à Kinshasa, elle remporte la médaille de bronze du tournoi de judo dans la catégorie des moins de 70 kg.
En 2023, elle est médaillée de bronze dans la catégorie des moins de 70 kg aux championnats d'Afrique à Casablanca.